# 加藤栞
加藤 栞（かとう しおり、2005年〈平成17年〉8月10日 - ）は、日本のファッションモデル。兵庫県出身。エイジアプロモーション所属。ファッション雑誌『non-no』の専属モデル。
2024年度から、青山学院大学に在学している。

## 略歴
2019年、「ミスセブンティーン」の最終候補者となるが、「ミスセブンティーン2019」への選出には至らなかった。
ブリヂストンサイクルのグラフィック広告などでモデル活動を始める。2020年8月、YouTube チャンネル『みにょんtv』が開始され、そのメンバーとなる。『青のSP―学校内警察・嶋田隆平―』がドラマ初出演となった。
『Seventeen』2021年3月号より同誌専属モデルとなる。その後は、同年3月の「超十代 PREMIUM 2021」、同年7月の「TGC teen 2021 Summer」などファッション関係のイベントへ出演するようになった。
2022年9月1日発売の週刊ヤングジャンプで初のグラビアを披露した。
2025年3月1日発売のSeventeen春号でSeventeenの専属モデルを卒業。
2025年4月18日発売のnon-no6月号でnon-noの専属モデルに就任。

## 人物
- 9歳上の姉の加藤雛[16]は、ファッションモデルであり[17]、母もかつて『ViVi』モデルを務めていた[18]。小学6年生から『Seventeen』の読者であった加藤栞は、中学1年生の時に、母に背中を押されて「ミスセブンティーン」へ初応募した[19]。
- 「ミスセブンティーン2019」オーディションでメイクアップアーティストに竹下通りを歩いてみることを勧められる。実行したところ10社以上から声を掛けられ、そのことがきっかけで、エイジアプロモーションに所属する[5]。
- 体型維持のため腹筋運動とスクワットを日課としている[5]。
- 六甲山が地元のお気に入りの場所である[20]。
- 乗馬、縄跳びを趣味としている[19][21]。

## 出演

### ウェブ番組
- オオカミちゃんとオオカミくんには騙されない（2022年8月14日 - 、AbemaTV）

### ランウェイ
- TGC teen 2021 Summer（2021年7月27日、USEN STUDIO COAST）[22]
- Rakuten GirlsAward 2023 AUTUMN/WINTER（2023年9月30日、幕張メッセ）[23]

### イベント
- 超十代－ULTRA TEENS FES－2021 PREMIUM（2021年3月30日、豊洲PIT）[8][24][25]
- Seventeen 夏の学園祭
  - Seventeen夏の学園祭2023（2023年8月23日、東京ドームシティ プリズムホール）[26]

### 広告
- 全国消防協会 秋の火災予防運動（2021年）[27][28][29]

## 書籍

### デジタル写真集
- ポラリス 加藤栞（2022年5月23日、集英社、撮影：松岡一哲）[30]
- Crazy on you!!!（2022年9月1日、集英社、撮影：Takeo Dec.）[31]
- LOVE CRUSH（2024年4月11日、集英社、撮影：Takeo Dec.）[32]
- Walking On Air（2024年5月16日、集英社）ASIN B0D446Y6MM

### 雑誌
- Seventeen（2021年3月号 - 2025年春号、集英社） - 専属モデル[5]
- non-no（2025年6月号 - 、集英社） - 専属モデル[3]